# Stagmaturgis catharosema
Stagmaturgis catharosema är en fjärilsart som beskrevs av Edward Meyrick 1923. Stagmaturgis catharosema ingår i släktet Stagmaturgis och familjen stävmalar. Inga underarter finns listade i Catalogue of Life.